# HSV Fußball AG
Die HSV Fußball AG & Co. KGaA (ehemals HSV Sport AG und HSV Fußball AG) ist eine AG & Co. KGaA mit Sitz in Hamburg, deren Aktien vom Hamburger Sport-Verein e. V., der Kühne Holding AG und diversen Kleinaktionären gehalten werden. Sie betreibt die professionelle Fußballabteilung und die Jugendabteilungen ab der U16 des HSV. Ihre Aktien werden nicht an der Börse gehandelt. Die zur Geschäftsführung berechtigte Komplementärin ist die HSV Fußball Management AG, deren Aktien vollständig vom Hamburger Sport-Verein e. V. gehalten werden.

## Geschichte
Die HSV Fußball AG wurde am 27. Juni 1991 vom damaligen HSV-Präsidenten Jürgen Hunke unter dem Namen „HSV Sport Aktiengesellschaft“ (ab 2009 „HSV Sport AG“) gegründet und ist seitdem unter der Nummer HRB 47576 im Handelsregister beim Amtsgericht Hamburg  eingetragen. Ziel war es, dem HSV durch den Verkauf von 36.000 Aktien zu 1.000 DM 36 Mio. DM zu beschaffen, was aber misslang und nicht umgesetzt wurde. Sie erfüllte eine Holding-Funktion für die Tochter- und Beteiligungsunternehmen des Hamburger SV und war operativ nicht tätig.
Veranlasst durch eine finanzielle und sportliche Krise stimmten im Rahmen des Reformmodells „HSVPlus“ am 25. Mai 2014 86,9 % der Mitglieder des Hamburger SV e. V. für eine Ausgliederung der Lizenzspielerabteilung in die HSV Sport AG. Die HSV Sport AG wurde in die HSV Fußball AG umbenannt und zum 7. Juli 2014 operativ tätig.
Im September 2016 platzierte die HSV Fußball AG ein Schuldscheindarlehen über 40 Millionen Euro am Kapitalmarkt. Es hat eine Laufzeit bis 2026 und wird mit 5 Prozent pro Jahr verzinst. Davon fließen 25 Millionen Euro an Klaus-Michael Kühne zurück, der der AG zuvor diesen Betrag zur Ablösung des Stadionkredites geliehen hatte. Mit der restlichen Summe sollen Investitionen in den HSV-Campus und das Volksparkstadion finanziert werden.
Im März 2024 stimmte die Mitgliederversammlung des Hamburger SV e. V. für einen Rechtsformwechsel in eine AG & Co. KGaA. Ein Antrag, bis zu 50 Prozent der Anteile an der KGaA veräußern zu dürfen, verpasste allerdings die erforderliche Mehrheit, sodass der Hamburger SV e. V. weiterhin mindestens 75 Prozent der Anteile halten muss. Im Februar 2025 stimmte auch die Hauptversammlung der HSV Fußball AG für den Rechtsformwechsel. Als zur Geschäftsführung berechtigte und voll haftende Komplementärin wurde die HSV Fußball Management AG gegründet, deren Aktien vollständig vom Hamburger SV e. V. gehalten werden. Ihr Aufsichtsrat besteht aus dem vorherigen Aufsichtsrat der HSV Fußball AG.

## Grundkapital und Aktionäre
Das Grundkapital wurde im Rahmen der Ausgliederung der Lizenzspielerabteilung durch die Ausgabe von 400.000 junger Aktien um 400.000 Euro von 3,1 auf 3,5 Mio. Euro erhöht. Der Vorstand ist (unter Zustimmung des Aufsichtsrats) ermächtigt, das Grundkapital für höchstens 5 Jahre nach Eintragung der Satzungsänderung (erfolgt am 7. Juli 2014) durch Ausgabe neuer Namensaktien zum Nennbetrag von 1,00 Euro (Nennwertaktien) gegen Sach- oder Bareinlagen einmal oder mehrmals, insgesamt jedoch höchstens in Höhe von 1.750.000 Euro zu erhöhen (sog. genehmigtes Kapital). Nach 5 Kapitalerhöhungen aus dem genehmigten Kapital im Jahr 2015 (zuletzt am 25. November 2015) betrug das Grundkapital 4.086.322 Euro. Bis zu 24,9 Prozent der Anteile können an strategische Partner verkauft werden, ab einem Verkauf von 25 Prozent muss die Mitgliederversammlung des e. V. befragt werden. Gemäß der 50+1-Regel bleibt der e. V. mit einer Beteiligung von mindestens 50 Prozent plus einer Aktie am Grundkapital Mehrheitsaktionär der AG mindestens so lange wie die Regel in Kraft ist. Zunächst wurden die Aktien vollständig vom Hamburger SV e. V. gehalten.
Am 22. Januar 2015 erwarb Klaus-Michael Kühne für 18,75 Mio. Euro 7,5 Prozent der Anteile an der AG. Am 20. März 2015 erwarb Helmut Bohnhorst für 4 Mio. Euro 1,5 Prozent der Anteile. Noch im selben Jahr erwarb der im Mai 2016 verstorbene Unternehmer Alexander Margaritoff für 3,8 Mio. Euro weitere 0,79 Prozent der AG-Anteile. Im Februar 2016 erwarben die Brüder Gerhard, Heino und Maik Burmeister gemeinsam mit ihrem Vater Ernst Burmeister, der im September bei einem Raubüberfall getötet wurde, für 4,03 Mio. Euro 1,5 Prozent der Anteile. Zudem wurde ein älteres Darlehen von Klaus-Michael Kühne in Höhe von 9,25 Mio. Euro in weitere 3,5 Prozent Anteile umgewandelt, wodurch er nun insgesamt 11 Prozent der Anteile an der AG besaß.
Ende April 2017 erklärte Kühne, um die Lizenz für die erste und zweite Bundesliga zu sichern, im Zuge einer Kapitalerhöhung um 312.500 Aktien, weitere Anteile an der AG zu übernehmen, sodass sein Anteil seither 17 Prozent betrug und sich der prozentuale Anteil der übrigen Aktionäre am Grundkapital entsprechend anpasste. Im November 2017 wurde bekannt, dass Kühne weitere Aktien erworben habe, sodass sein Anteil seither 20,6 Prozent betrug.
Ende Dezember 2020 zeichnete die AMPri Handelsgesellschaft aus Winsen (Luhe) im Rahmen einer Kapitalerhöhung 31.250 Aktien, was einen Anteil von 0,68 Prozent bedeutete.
Ende 2021 verkaufte Kühne 5,11 Prozent seiner Anteile an die CaLeJo GmbH des Medizinunternehmers Thomas Wüstefeld.
Im März 2022 zeichnete die AMPri Handelsgesellschaft die letzten 35.068 Aktien des genehmigten Kapitals, womit ihr Anteil auf 1,42 Prozent stieg. Das Grundkapital beträgt seither 4.660.452,00 Euro, das in ebenso viele Aktien eingeteilt ist. Der Anteil des e. V. beläuft sich seither auf rund 75,10 Prozent.
Die aktuellen Aktionäre sind (Stand: März 2022):
| Aktionär                     | Aktien       | ≈ Anteil |
| ---------------------------- | ------------ | -------- |
| Hamburger Sport-Verein e. V. | 3.500.028,07 | 75,10 %  |
| Kühne Holding AG             | 709.071,37   | 15,21 %  |
| CaLeJo GmbH                  | 236.357,12   | 5,07 %   |
| Kleinaktionäre               | 214.995,44   | 4,61 %   |
| Σ                            | 4.660.452,00 | 100,00 % |

## Führungsstruktur

### Vorstand
Der Aufsichtsrat bestellt die Vorstandsmitglieder und bestimmt ihre Anzahl. Dem Vorstand obliegt die Geschäftsführung der Gesellschaft. Der aktuelle Vorstand besteht aus:
- Stefan Kuntz (Sport & Kommunikation)
- Eric Huwer (Finanzen & Organisation)

### Aufsichtsrat
Der Aufsichtsrat besteht satzungsgemäß aus 6 Mitgliedern. Der Präsident des Hamburger SV e. V. war bis zur Mitgliederversammlung am 14. Januar 2024 geborenes Mitglied, die übrigen Mitglieder wählt die Hauptversammlung; seither kann das Präsidium des Hamburger SV e. V. einen Vertreter seiner Wahl entsenden. Eine Amtszeit dauert bis zum Ende der Hauptversammlung, die über die Entlastung für das vierte Geschäftsjahr nach Beginn der Amtszeit beschließt, wobei das Geschäftsjahr, in dem die Amtszeit beginnt, nicht mitgerechnet wird (aktuell bis zur Hauptversammlung, die über die Entlastung des Geschäftsjahres 2021/2022 beschließt). Der Aufsichtsrat besteht seit seiner konstituierenden Sitzung am 27. Februar 2023 aus folgenden Mitgliedern, ein siebtes Mitglied soll zeitnah benannt werden:
- Vorsitzender: Michael Papenfuß (Vizepräsident und Schatzmeister des Hamburger SV e. V.)
- Stellvertretender Vorsitzender: Markus Frömming (Geschäftsführender Gesellschafter der Brands Alive GmbH)
- Stephan von Bülow (Vorsitzender der Geschäftsführung der Eugen Block Holding GmbH)
- Henrik Köncke (Manager und ehemaliger Ultra)
- Hans-Walter Peters (Verwaltungsratsvorsitzender und Gesellschafter der Berenberg Bank)
- Lena Schrum (Unternehmerin)

### Bisherige Vorsitzende
Aufgeführt sind die Vorstands- und Aufsichtsratsvorsitzenden seit der Ausgliederung. Seit dem 28. März 2020 gibt es keinen Vorstandsvorsitzenden mehr.
| Zeitraum  | Name                 |
| --------- | -------------------- |
| 2014–2016 | Dietmar Beiersdorfer |
| 2016–2018 | Heribert Bruchhagen  |
| 2018      | Frank Wettstein*     |
| 2018–2020 | Bernd Hoffmann       |
| 2022      | Jonas Boldt*         |

* kurzzeitig alleiniger Vorstand
| Zeitraum  | Name                |
| --------- | ------------------- |
| 2014–2016 | Karl Gernandt       |
| 2017–2018 | Andreas Peters      |
| 2018      | Michael Krall       |
| 2018      | Bernd Hoffmanne. V. |
| 2018–2020 | Max-Arnold Köttgen  |
| 2020–2021 | Marcell Jansene. V. |
| 2021–2022 | Thomas Wüstefeld    |
| 2022–2023 | Marcell Jansene. V. |
| seit 2023 | Michael Papenfuß    |

e. V. Gleichzeitig Präsident des Hamburger Sport-Verein e. V.

## Der HSV-Konzern
Die HSV Fußball AG hatte fünf Tochtergesellschaften. Zu 99 Prozent hielt die HSV Fußball AG die HSV Stadion HSV Vermögensverwaltungs-GmbH & Co. KG, die Eigentümerin des Volksparkstadions war. Den übrigen Prozentanteil hielt die Sportfive GmbH & Co. KG treuhänderisch bis 2020. Grund dafür war, dass Sportfive dem Hamburger SV beim Umbau des Stadions ein Darlehen in Höhe von 24,25 Millionen Mark gab und eine Mietgarantie abgab. Ihr Komplementärin war die HSV-Vermögensverwaltungs GmbH, an der Sportfive ebenfalls treuhänderisch mit einem Prozent beteiligt ist.
Die Betreiberin des Volksparkstadions war die HSV-Arena GmbH & Co. KG, die u. a. auch für das Ticketing, Sponsoring und Merchandising zuständig und eine hundertprozentige Tochter der HSV Fußball AG war. An ihrem Komplementärin, der HSV-Arena Verwaltungs GmbH, war Sportfive zudem mit 25 Prozent beteiligt.
Die Gesellschaften wurden im März 2016 aus dem Handelsregister gelöscht und mit der HSV Fußball AG verschmolzen.
Die aktuell einzige Tochtergesellschaft ist die HSV-Campus gGmbH, an der die HSV Fußball AG zu 75 Prozent beteiligt ist. Die gemeinnützige GmbH ist die Eigentümerin des HSV-Campus und vermietet diesen an die HSV Fußball AG. Die übrigen 25 Prozent hält Alexander Otto. Alle Überschüsse kommen gemeinnützigen Sportprojekten des Hamburger SV e. V. zugute.

## Kennzahlen
Die folgende Liste enthält die Konzernabschlüsse der HSV Fußball AG samt ihren Tochtergesellschaften seit der Ausgliederung der Profifußballabteilung. Das Geschäftsjahr des Konzerns beginnt jeweils am 1. Juli und endet am 30. Juni des Folgejahres und entspricht somit einer Fußballsaison.
| Geschäftsjahr | Umsatz1    | Jahresergebnis1,2 | Verbindlichkeiten1 | Platz Liga3 (geplant/erreicht) | Runde Pokal3 (geplant/erreicht) | Quelle |
| ------------- | ---------- | ----------------- | ------------------ | ------------------------------ | ------------------------------- | ------ |
| 2013/14*      | 092,0 Mio. | – 06,6 Mio.       | 090,5 Mio.         | 06/16                          | Achtelfinale/Viertelfinale      | [ 45 ] |
| 2014/15       | 128,1 Mio. | – 16,9 Mio.       | 089,1 Mio.         | 10/16                          | 2. Runde/2. Runde               | [ 46 ] |
| 2015/16       | 123,0 Mio. | – 00,2 Mio.       | 075,1 Mio.         | 12/10                          | –/1. Runde                      | [ 47 ] |
| 2016/17       | 122,1 Mio. | – 13,4 Mio.       | 105,5 Mio.         | 10/14                          | Achtelfinale/Viertelfinale      | [ 33 ] |
| 2017/18       | 133,6 Mio. | – 05,8 Mio.       | 085,5 Mio.         | 12/17                          | –/1. Runde                      | [ 48 ] |
| 2018/19       | 126,0 Mio. | – 08,0 Mio.       | 091,2 Mio.         |                                | –/Halbfinale                    | [ 49 ] |
| 2019/20       | 095,7 Mio. | – 06,7 Mio.       | 074,2 Mio.         |                                | –/2. Runde                      | [ 50 ] |
| 2020/21       | 055,8 Mio. | – 04,7 Mio.       | 069,4 Mio.         |                                | –/1. Runde                      | [ 51 ] |
| 2021/22       | 099,0 Mio. | ~ 01,0 Mio.       | 054,1 Mio.         |                                | –/Halbfinale                    | [ 52 ] |
| 2022/23       | 113,8 Mio. | ~ 07,8 Mio.       | 075,2 Mio.         |                                | –/2. Runde                      | [ 53 ] |
| 2023/24       | 123,1 Mio. | ~ 02,1 Mio.       | 077,0 Mio.         |                                | –/Achtelfinale                  | [ 54 ] |

* Da die Ausgliederung wirtschaftlich zum 1. Januar 2014 erfolgte, ist die Vergleichbarkeit des Geschäftsjahres 2013/2014 nur eingeschränkt möglich.

1 Angaben in Euro, gerundet auf eine Nachkommastelle

2 Jahresergebnis nach Steuern

3 Siehe dazu den Prognosebericht im Konzernabschluss bzw. im Konzernlagebericht des Vorjahres.